# Bistum Saint John, New Brunswick
Das Bistum Saint John, New Brunswick (lateinisch Dioecesis Sancti Ioannis Canadensis, englisch Diocese of Saint John, New Brunswick) ist eine in Kanada gelegene römisch-katholische Diözese mit Sitz in Saint John.

## Geschichte

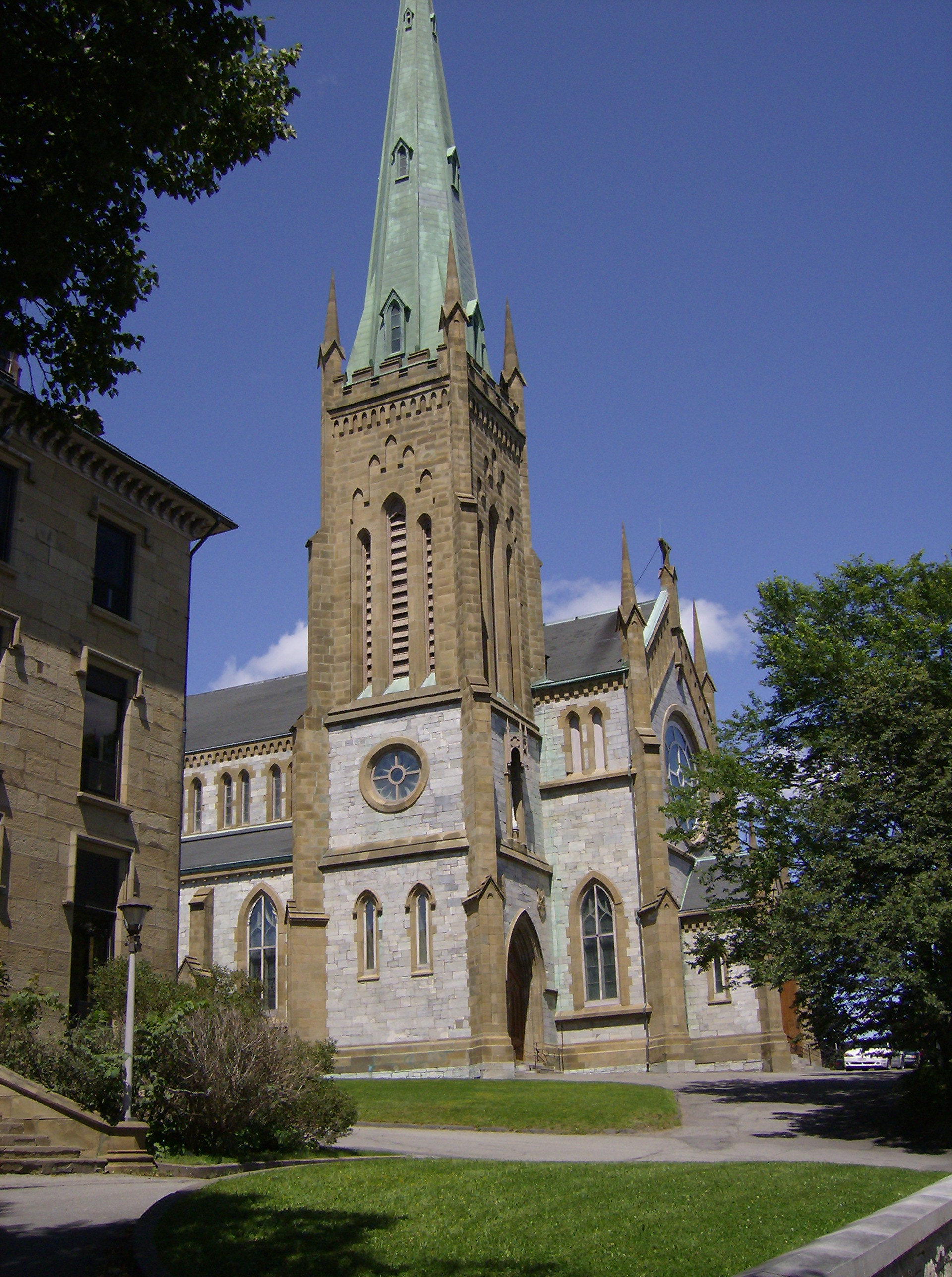
Kathedrale Immaculate Conception in Saint John

Das Bistum Saint John, New Brunswick wurde am 30. September 1842 durch Papst Gregor XVI. mit der Apostolischen Konstitution Dominici gregis aus Gebietsabtretungen des Erzbistums Québec als Bistum Saint John in Amerika errichtet. Es wurde dem Erzbistum Québec als Suffraganbistum unterstellt. Das Bistum Saint John in Amerika gab am 8. Mai 1860 Teile seines Territoriums zur Gründung des Bistums Chatham ab. Am 15. November 1924 wurde das Bistum Saint John in Amerika in Bistum Saint John, New Brunswick umbenannt. Das Bistum Saint John, New Brunswick gab am 22. Februar 1936 Teile seines Territoriums zur Gründung des Erzbistums Moncton, welchem es als Suffraganbistum unterstellt wurde, ab.

## Ordinarien

### Bischöfe von Saint John in Amerika
- 1842–1851 William Dollard
- 1852–1859 Thomas-Louis Connolly OFMCap, dann Erzbischof von Halifax
- 1859–1901 John Sweeny
- 1901–1912 Timothy Casey, dann Erzbischof von Vancouver
- 1912–1924 Edward Alfred LeBlanc

### Bischöfe von Saint John, New Brunswick
- 1924–1935 Edward Alfred LeBlanc
- 1936–1953 Patrick Albert Bray CIM
- 1953–1968 Alfred Bertram Leverman
- 1969–1973 Joseph Neil MacNeil, dann Erzbischof von Edmonton
- 1974–1986 Arthur Joseph Gilbert
- 1986–1997 Joseph Edward Troy
- 1998–2006 Joseph Faber MacDonald
- 2007–2019 Robert Harris
- seit 2019 Christian Riesbeck CC